# TJ Grant
Timothy Jerome Grant (Halifax, 26 febbraio 1984) è un lottatore di arti marziali miste canadese.
Combatte nella divisione dei pesi leggeri per l'organizzazione statunitense UFC.

## Carriera nelle arti marziali miste

### Inizi
Timothy Jerome "TJ" Grant inizia la sua carriera da professionista nel 2006 combattendo prevalentemente in circuiti locali del Canada.
In tre anni mette a segno un record di 13 vittorie e 2 sconfitte, finalizzando gli avversari in tutte le sue vittorie, delle quali ben 12 per sottomissione; venne sconfitto solamente da Gary Wright ai punti e dal futuro lottatore UFC Jesse Bongfeldt.

### Ultimate Fighting Championship

#### Pesi welter
Esordisce nella divisione dei pesi welter della prestigiosa promozione statunitense UFC nell'aprile del 2009 con l'evento UFC 97: Redemption: qui ottiene una risicata vittoria ai punti contro l'ex campione DEEP Ryo Chonan.
Successivamente viene sconfitto dal forte grappler sudcoreano Kim Dong-hyun, ma in dicembre torna alla vittoria con un KO ai danni di Kevin Burns, ottenendo il premio Knockout of the Night.
Anche il 2010 è a fase alterna per Grant a livello di risultati, ed inizia con una sfortunata sconfitta ai punti contro il futuro contendente al titolo di categoria Johny Hendricks, subendo la deduzione di un punto a causa di colpi inferti all'inguine dell'avversario.
In seguito ha la meglio sull'esperto Julio Paulino, ma sul finire dell'anno subisce la sua quinta sconfitta in carriera per mano di Ricardo Almeida, lottatore prossimo al ritiro: tale sconfitta portò il fighter canadese a scendere nella divisione dei pesi leggeri.

#### Pesi leggeri
Il debutto di Grant nei pesi leggeri avvenne nell'ottobre 2011 contro il wrestler NCAA di successo Shane Roller: Grant vinse per sottomissione nel terzo round grazie ad una leva al braccio. Lo stesso anno avrebbe dovuto affrontare Jacob Volkmann, ma Grant diede forfait per infortunio.
Nel 2012 sconfisse il brasiliano Carlo Prater con una netta vittoria ai punti; allo stesso modo sette mesi dopo s'impose sull'ostico Evan Dunham ottenendo anche il riconoscimento Fight of the Night.
Aprì l'anno 2013 con la quarta vittoria consecutiva grazie ad uno spettacolare KO ai danni di Matt Wiman durante la prima ripresa.
Con un record nella divisione di 4-0 Grant entrò nella lista dei possibili contendenti al titolo dei pesi leggeri UFC come il numero 5 del ranking ufficiale UFC, e venne scelto per sfidare l'eterno contendente Gray Maynard, numero 3 del ranking, in un incontro valido per ottenere la possibilità di lottare per la cintura: Grant stupì tutti mettendo facilmente KO l'avversario con varie combinazioni di pugni ed ottenendo il premio Knockout of the Night direttamente scelto dalla leggenda della boxe Mike Tyson.
La sfida per il titolo tra Grant e il campione Ben Henderson avrebbe dovuto svolgersi il 31 agosto a Milwaukee, ma in luglio l'atleta canadese subì un infortunio e dovette dare forfait venendo sostituito dall'idolo di casa ed acerrimo rivale di Henderson Anthony Pettis; Grant avrebbe dovuto successivamente affrontare il nuovo campione Anthony Pettis in dicembre, ma non avendo ancora risolto i propri problemi fisici venne rimpiazzato dall'ex campione Strikeforce Josh Thomson.
La commozione cerebrale subita tenne Grant lontano dalla gabbia per molto tempo e nel maggio 2014 venne rimosso dal ranking dei pesi leggeri quando era ancora classificato come il contendente numero 3.

### Risultati nelle arti marziali miste
| Risultato | Record | Avversario         | Metodo                               | Evento                                    | Data              | Round | Tempo | Città                     | Note                                            |
| --------- | ------ | ------------------ | ------------------------------------ | ----------------------------------------- | ----------------- | ----- | ----- | ------------------------- | ----------------------------------------------- |
| Vittoria  | 21-5   | Gray Maynard       | KO Tecnico (colpi)                   | UFC 160: Velasquez vs. Bigfoot 2          | 25 maggio 2013    | 1     | 2:07  | Las Vegas, Stati Uniti    | Eliminatoria per il titolo dei Pesi Leggeri UFC |
| Vittoria  | 20–5   | Matt Wiman         | KO (gomitate e pugni)                | UFC on Fox: Johnson vs. Dodson            | 26 gennaio 2013   | 1     | 4:51  | Chicago, Stati Uniti      |                                                 |
| Vittoria  | 19–5   | Evan Dunham        | Decisione (unanime)                  | UFC 152: Jones vs. Belfort                | 22 settembre 2012 | 3     | 5:00  | Toronto, Canada           |                                                 |
| Vittoria  | 18–5   | Carlo Prater       | Decisione (unanime)                  | UFC on Fuel TV: Korean Zombie vs. Poirier | 15 maggio 2012    | 3     | 5:00  | Fairfax, Stati Uniti      |                                                 |
| Vittoria  | 17–5   | Shane Roller       | Sottomissione (armbar)               | UFC Live: Cruz vs. Johnson                | 1º ottobre 2011   | 3     | 2:12  | Washington, Stati Uniti   | Passa ai Pesi Leggeri                           |
| Sconfitta | 16–5   | Ricardo Almeida    | Decisione (unanime)                  | UFC 124: St-Pierre vs. Koscheck 2         | 11 dicembre 2010  | 3     | 5:00  | Montréal, Canada          |                                                 |
| Vittoria  | 16–4   | Julio Paulino      | Decisione (unanime)                  | UFC 119: Mir vs. Cro Cop                  | 25 settembre 2010 | 3     | 5:00  | Indianapolis, Stati Uniti |                                                 |
| Sconfitta | 15–4   | Johny Hendricks    | Decisione (maggioranza)              | UFC 113: Machida vs. Shogun 2             | 8 maggio 2010     | 3     | 5:00  | Montréal, Canada          |                                                 |
| Vittoria  | 15–3   | Kevin Burns        | KO (pugni)                           | UFC 107: Penn vs. Sanchez                 | 12 dicembre 2009  | 1     | 4:57  | Memphis, Stati Uniti      |                                                 |
| Sconfitta | 14–3   | Kim Dong-Hyun      | Decisione (unanime)                  | UFC 100                                   | 11 luglio 2009    | 3     | 5:00  | Las Vegas, Stati Uniti    |                                                 |
| Vittoria  | 14–2   | Ryo Chonan         | Decisione (non unanime)              | UFC 97: Redemption                        | 18 aprile 2009    | 3     | 5:00  | Montréal, Canada          | Debutto in UFC                                  |
| Vittoria  | 13–2   | Beau Baker         | Sottomissione (armbar)               | PFP: Wanted                               | 29 novembre 2008  | 3     | 3:03  | Dartmouth, Canada         |                                                 |
| Vittoria  | 12–2   | Forrest Petz       | Sottomissione (triangolo di braccio) | TKO 35: Quenneville vs. Hioki             | 3 ottobre 2008    | 2     | 3:55  | Montréal, Canada          |                                                 |
| Vittoria  | 11–2   | Chad Reiner        | Sottomissione (kimura)               | PFP: Last Man Standing                    | 21 giugno 2008    | 3     | 4:15  | Dartmouth, Canada         |                                                 |
| Vittoria  | 10–2   | Mike Gates         | Sottomissione (armbar)               | PFP: Street Justice                       | 26 aprile 2008    | 2     | 3:29  | Halifax, Canada           |                                                 |
| Sconfitta | 9–2    | Jesse Bongfeldt    | Sottomissione (armbar)               | TKO 32: Ultimatum                         | 28 febbraio 2008  | 3     | 2:52  | Montréal, Canada          |                                                 |
| Vittoria  | 9–1    | Stephan Lamarche   | Sottomissione (kimura)               | KOTC: Avalanche                           | 15 dicembre 2007  | 3     | 4:56  | Moncton, Canada           |                                                 |
| Vittoria  | 8–1    | Stephane Dube      | Sottomissione (heel hook)            | TKO 30: Apocalypse                        | 28 settembre 2007 | 1     | 2:16  | Montréal, Canada          |                                                 |
| Vittoria  | 7–1    | Kevin Manderson    | Sottomissione (rear naked choke)     | KOTC: Supremacy                           | 14 luglio 2007    | 1     | 2:52  | Halifax, Canada           |                                                 |
| Sconfitta | 6–1    | Gary Wright        | Decisione (unanime)                  | KOTC: Megiddo                             | 28 aprile 2007    | 3     | 5:00  | Vernon, Canada            |                                                 |
| Vittoria  | 6–0    | Elmer Waterhen     | Sottomissione (armbar)               | KOTC: Capital Chaos                       | 28 marzo 2007     | 1     | 2:20  | Gatineau, Canada          |                                                 |
| Vittoria  | 5–0    | Nicholas Portieous | Sottomissione (armbar)               | KOTC: Freedom Fight                       | 20 gennaio 2007   | 1     | 0:45  | Gatineau, Canada          |                                                 |
| Vittoria  | 4–0    | Eric Beaulieu      | KO Tecnico (pugni)                   | ECC 4: Fury                               | 2 dicembre 2006   | 1     | 0:33  | Halifax, Canada           |                                                 |
| Vittoria  | 3–0    | Rob Wynne          | Sottomissione (armbar)               | UGC 14: No Pain, No Gain                  | 21 settembre 2006 | 2     | 4:54  | Montréal, Canada          |                                                 |
| Vittoria  | 2–0    | Daniel Grandmaison | Sottomissione (armbar)               | ECC 3: East Coast Warriors                | 22 luglio 2006    | 1     | 1:46  | Halifax, Canada           |                                                 |
| Vittoria  | 1–0    | Craig Skinner      | Sottomissione (armbar)               | ECC 1                                     | 29 aprile 2006    | 1     | -     | Halifax, Canada           |                                                 |